# Poecilopyrodes pictus
Poecilopyrodes pictus là một loài bọ cánh cứng trong họ Cerambycidae.